# یهودیان مراکشی در اسرائیل
یهودیان مراکشی در اسرائیل، مهاجران و نوادگان آنها از جوامع یهودی مراکشی هستند که اکنون در داخل کشور اسرائیل اقامت دارند. سرشماری سال ۲۰۱۹ در اسرائیل تعداد ۴۷۲٬۸۰۰ نفر یهودی، که در مراکش یا از پدری مراکشی الاصل متولد شده‌اند را نشان داد، هر چند طبق اعلام فدراسیون جهانی یهودیان مراکشی، نزدیک به یک میلیون نفر از یهودیان اسرائیلی، مراکشی یا مراکشی‌تبار هستند که آنها را به دومین جامعه بزرگ در اسرائیل تبدیل می‌کند.
۲۷۴٬۱۸۰ نفر که از زمان تأسیس این کشور در سال ۱۹۴۸ تا ۲۰۱۶، از مراکش به اسراییل مهاجرت کرده‌اند به ثبت رسیده است.

## تاریخچه
پیش از استقرار دولت اسرائیل، رشد روزافزون نفوذ فرانسه در مراکش در اوایل قرن بیستم، یهودیان مراکشی را ترغیب کرد تا در مدارس فرانسوی نام‌نویسی کنند، تحت آموزش فرانسوی قرار بگیرند و در فرهنگ فرانسه ادغام شوند، این امر تا سال ۱۹۴۰ ادامه داشت تا اینکه قوانین ویشی (قانون وضعیت یهودیان) به اجرا گذاشته شد و حضور یهودیان در مدارس فرانسوی را ممنوع کرد. بعد از جنگ جهانی دوم و تشکیل کشور اسرائیل، سازمان‌های صهیونیستی یهودی تعداد زیادی از خانواده‌های یهودی را تشویق به ترک مراکش کردند و با نظر موافق حکومت فرانسه در آن زمان، به‌طور قانونی به اسرائیل مهاجرت کردند. متعاقب جنگ، بسیاری از جوانان یهودی مراکشی در یک اقدام جسورانه به اسرائیل مهاجرت کرده و به نیروهای «گاهال» ملحق شدند که طی جنگ ۱۹۴۸ اعراب و اسرائیل در حال نبرد بودند.
قبل از امضای معاهده فاس که باعث تضمین حمایت فرانسه از یهودیان مراکشی شد، گروه بزرگی از یهودیان در شهرهای بزرگی همچون فاس، مکناس، رباط و شهر مراکش به شهرک‌های کوچک و روستاهای اطراف شهرها گریختند. شایعه و مراسله‌هایی که در اختیار کنیسه‌ها قرار می‌گرفت حکایت از یهودیانی داشت که به اسرائیل مهاجرت کرده و در آنجا اقامت گزیده بودند و این برای
یهودیان مغرب امری نوید بخش بود. یهودیان فاس که در نزدیکی کنیسه اصلی شهر فاس زندگی می‌کردند، اولین جامعه یهودی بود که این مهاجرت را انجام داد. از سال ۱۹۰۸ تا ۱۹۱۸، حدود ۶۰ تا ۸۰ خانواده از قشر جوان به اسرائیل مهاجرت کرده و بیشتر آنها در اورشلیم و طبریه ساکن شدند.
بعد از جنگ ۱۹۴۹–۱۹۴۷ فلسطین و اسرائیل و به علت درگیری‌های داخلی در دهه ۱۹۵۰، طی چند دهه بعد موج‌هایی از مهاجرت یهودیان مراکشی به اسرائیل مشاهده شد. یهودیان مراکشی به دلایل گوناگون به اسرائیل مهاجرت کردند. برخی به دلایل مذهبی، برخی به خاطر هراس از آزار و اذیت و برخی دیگر به خاطر آینده اقتصادی بهتر نسبت به آنچه که در دوران مراکش پسا استعمار با آن مواجه بودند، به اسرائیل مهاجرت کردند. با شروع هر جنگ میان اعراب و اسرائیل، تنش میان اعراب مسلمان و یهودیان افزایش می‌یافت که همین امر باعث می‌شد تا یهودیان مراکشی بیشتری مهاجرت کنند. هنگام جنگ یوم کیپور در سال ۱۹۷۳، بیشتر جمعیت یهودیان مراکشی به اسرائیل مهاجرت کرده بودند. در یک دوره‌ای، مراکش دارای بزرگ‌ترین جامعه یهودی در جهان اسلام بود. هر چند از زمان تشکیل کشور امروزی اسرائیل تا میانه دهه ۱۹۷۰، حدود ۹۰ درصد از یهودیان مراکش در طرح علیا شرکت کرده و به اسرائیل مهاجرت کردند. پیش از سال ۱۹۴۵، مهاجرت یهودیان از مراکش یک امر غیرعادی بود. این امر تا حدی به خاطر عدم وجود عوامل استرس‌زا بود. یهودیان در مراکش احساس امنیت سیاسی کرده و موقعیت‌های مناسب اقتصادی را برای خود مشاهده می‌کردند. آنها نمی‌خواستند به اسرائیل-فلسطین تحت کنترل بریتانیا نقل مکان کنند که دارای چشم‌انداز سیاسی و شرایط اقتصادی بی‌ثبات‌تری بود. بریتانیا مهاجرت یهودیان را محدود کرده بود و این روند را دشوار کرد و عامل بازدارندگی بیشتری را فراهم ساخت. اضافه بر این، هنگامی که علاقه به صهیونیستم در سرتاسر اروپا در حال گسترش بود، اولیای امور مراکشی فرانسوی برای خنثی کردن تلاش‌های صهیونیست به فعالیت می‌پرداختند.
در سال‌های ۱۹۴۷–۱۹۴۸، علاقه‌مندی به حضور در طرح عالیا جهت مهاجرت به اسرائیل در بخش بزرگی از یهودیان مراکشی پدیدار شد. یکی از این دلایل، عدم رضایت از رفتار دولت فرانسه با یهودیان مراکشی بود. در طی دوره اولیه مهاجرت، بسیاری از این امور با مساعدت مأموران آژانس یهود و موساد لِعلیا بت (Mossad LeAliyah Bet) به‌طور غیرقانونی صورت می‌گرفت. یهودیان مراکشی به صورت قاچاق به شهر مرزی وجده برده شدند. از آنجا به کمپ‌های ترانزیت آورده شدند. تنها سه کشتی توانست آنجا را ترک کند. دو کشتی اول تا هنگام استقلال اسرائیل در قبرس ماندگار شد و کشتی آخر به خاطر اقدام‌های جستجوی مقامات مراکشی فرانسوی تنها با ۴۴ مهاجر آنجا را ترک کرد. این امر منجر به برچیده شدن کامل عملیات غیرقانونی مهاجرت گردید. بازخورد این فعالیت‌ها به افزایش یهودی‌ستیزی در مراکش منجر شد. یک حادثه قابل توجه قتل‌عام در وجده و نواحی اطراف آن بود. در روز ۷ ژوئن ۱۹۴۸، ۴۳ یهودی توسط مسلمانان محلی به قتل رسیدند.
مهاجرت در دوران زمامداری حسن دوم، پادشاه مراکش
با نشستن حسن دوم بر تخت پادشاهی در سال ۱۹۶۱، خط‌مشی تغییر کرد. حسن موافقت کرد در قبال هر یهودی که از مراکش مهاجرت می‌کرد یک هدیه نقدی بسیار خوبی از جامعه بین‌المللی یهودی دریافت کند و طبق این توافقنامه یهودیان از آزادی مهاجرت برخوردار شدند. بین سالهای ۱۹۶۱ تا ۱۹۶۷، حدود ۱۲۰٬۰۰۰ یهودی مراکش را ترک کردند. جنگ شش‌روزه در سال ۱۹۶۷، منجر به موج دیگری از مهاجرت یهودیان از مراکش شد که بیشتر آنها به فرانسه مهاجرت کردند و همچنین برخی به کانادا، ایالات متحده، اسرائیل و کشورهای دیگر رفتند.
یهودیان مراکشی در اسرائیل از سیر فرازی مناسب کمتری در جامعه برخوردار هستند به نحوی که در سال ۱۹۶۱، ۵۱ درصد و در اواخر ۱۹۸۱، ۵۴ درصد از آنها از قشر کارگر یقه‌آبی بودند‌.
از نظر سیاست، یهودیان مراکشی به احزاب لیکود یا شاس متمایل هستند. 

## افراد شاخص
- یوسی بنایون
- اریه درعی
- امری کاسپی
- شارن هاسکل
- اورلی لوی
- یائیل ابکاسیس
- امیر پرتز
- هایم رویو
- نینت تایب
- اسحاق نافون
- دیوید لوی
- گادی آیزنکوت
- پاتریک دراحی
- رونیت القبص